# Maximilian Böltl
Maximilian Böltl (* 6. Juni 1983 in München) ist ein deutscher Politiker (CSU). Er ist seit dem 30. Oktober 2023 Abgeordneter des Bayerischen Landtags und vertritt den Stimmkreis München-Land-Nord.

## Leben und Beruf
Maximilian Böltl wuchs in der Gemeinde Kirchheim bei München auf. Er wurde katholisch erzogen und ist römisch-katholischen Glaubens.
Nach dem Abitur am Gymnasium Kirchheim 2003 leistete Böltl seinen Grundwehrdienst in Bayreuth und Erding (2003–2004). Von 2004 bis 2009 studierte er Betriebswirtschaftslehre an der LMU München mit dem Schwerpunkt Marketing und Wirtschaftsgeographie. Das Studium schloss er erfolgreich als Diplom-Kaufmann ab.
Vor seiner politischen Karriere arbeitete Böltl bei BMW als Werkstudent, bei dem Kommunalen IT-Dienstleister AKDB im Bereich Marketing eGovernment sowie bei einer Unternehmensberatung als Etat-Direktor.

## Politische Karriere

### Partei
Böltl trat 1998 der Jungen Union und der CSU bei. Seit 2015 ist er stellvertretender Vorsitzender des CSU-Kreisverbandes München-Land. Dem Landesvorstand der Kommunalpolitischen Vereinigung (KPV) der CSU gehört er seit 2018 an.

### Kommunalpolitik
Bei den Kommunalwahlen in Bayern 2002 wurde Böltl als 18-Jähriger in den Gemeinderat von Kirchheim bei München gewählt, von 2008 bis 2012 war er dort Fraktionsvorsitzender der CSU. 2008 wurde er Zweiter Bürgermeister von Kirchheim. Bei den Kommunalwahlen in Bayern 2014 wurde er im Alter von 31 Jahren zum Ersten Bürgermeister gewählt. Dieses Amt hatte er bis 2023 inne, wobei er es nach seinem Einzug in den Bayerischen Landtag bis zur Neuwahl eines Bürgermeisters ruhen ließ. Seit 2008 ist er Mitglied im Kreisrat des Landkreises München.

### Abgeordneter
Nach der Landtagswahl in Bayern 2023 zog Böltl als Direktkandidat mit 36,8 Prozent der Stimmen im Stimmkreis 123 (Land München-Nord) in den Landtag ein. Dort ist er ordentliches Mitglied im Ausschuss für Staatshaushalt und Finanzfragen. In der CSU-Landtagsfraktion ist er Vorsitzender und Sprecher der Jungen Gruppe der unter 40-jährigen Abgeordneten.

## Ehrenamtliches Engagement
Zusammen mit seinem jetzigen Ehemann Gierling rief Böltl 2019 die Aktion „Lacher statt Kracher“ ins Leben. Mit dieser Initiative appellieren sie, auf das Silvester-Feuerwerk zu verzichten und sammeln stattdessen Spenden, die sozialen Projekten in München und Umland zugutekommen wie z. B. den KlinikClowns.

## Privates
Seit 2022 ist Böltl mit dem Medienmanager Thomas Gierling verheiratet.